# Оливенит
Оливенит — вторичный минерал из класса арсенатов. Название получил за свою окраску. Относится к группе оливенита, которая состоит из шести минералов:
- Оливенит (Cu2(AsO4)(OH))
- Адамин (Zn2(AsO4)(OH))
- Либетенит (Cu2(PO4)(OH))
- Цинколибетенит (CuZn(PO4)(OH))
- Эвеит (Mn2(AsO4)(OH))
- Эвхроит (Cu2(AsO4)(OH)·3H2O)

Все минералы данной группы кристаллизуются в моноклинной сингонии.

## Кристаллография
| Точечная группа             | 2/m - призматический                                             |
| Пространственная группа     | P21/m (P1 1 21/m) [P21/m] {P1 21/m 1}                            |
| Сингония                    | Моноклинная                                                      |
| Параметры ячейки            | a = 8.5844(3) Å, b = 8.2084(3) Å, c = 5.9258(2) Å β = 90.130(3)° |
| Отношение                   | a:b:c = 1.046 : 1 : 0.722                                        |
| Число формульных единиц (Z) | 4                                                                |
| Объем элементарной ячейки   | V 417.56 Å³                                                      |
| Двойникование               | по {010}                                                         |

## Образование
Оливенит является вторичным минералом, который образуется в зоне окисления месторождений меди содержащих мышьяк. Образуется при сильных изменениях, вызываемых климатическими условиями и воздействием атмосферных агентов, в том числе воды. Как правило, такие зоны совпадают с месторождениями сульфидов меди и содержат другие вторичные минералы (адамин, азурит, малахит).

## Формы выделения
Для оливенита характерны выделения неправильной формы (почковидные агрегаты, желваки, корки). Известны волокнистые массы минерала, состоящие из отдельных коротких, прямых волокон. Редко встречаются кристаллы оливенита формы удлинённых игольчатых призм, заканчивающихся треугольными вершинами. Лучшие полупрозрачные кристаллы оливенита встречаются в жеодах.

## Химический состав
Химическая формула оливенита похожа на формулу эвхроита, отличаясь отсутствием молекул воды в кристаллической структуре.
Медь — 44,91 % (в виде CuO — 56,21 %), мышьяк — 26,47 % (в виде As2O5 — 40,61 %), водород — 0,36 % (в виде воды — 3,18 %), кислород — 28,27 %.

## Месторождения
Оливенит типичен для зон окисления месторождений меди в Корнуолле (Великобритания), Неваде (США), Цумебе (Намибия) и Германии.